# Dylan J. Harris
Dylan James Harris ist ein US-amerikanischer Schauspieler.

## Leben
Harris wurde in den USA geboren. Seine ersten Schritte als Bühnendarsteller an größeren Theaterproduktionen machte er ab 2015 im Saugus Theatre in Santa Clarita. So stellte er unter anderen im Stück Bonnie and Clyde die männliche Hauptrolle des Clyde Chestnut Barrow oder in High School Musical die männliche Hauptrolle des Troy Bolton dar. Er besuchte von 2016 bis einschließlich 2020 die Chapman University, an der er Theaterschauspiel studierte. Er schloss sein Studium mit einem Bachelor of Fine Arts ab. Bereits während seines Studiums begann er ab 2018 in ersten Kurzfilmproduktionen mitzuwirken. 2019 stellte er mit der Rolle des Dennis Dennisfield eine der Hauptrollen im Kurzfilm A Slight Inconvenience dar. Der Kurzfilm wurde unter anderen am 15. November 2019 auf dem Lone Star Film Festival und am 18. Juni 2021 auf dem SENE Film, Music & Arts Festival gezeigt. 2021 spielte er in einer Episode der Fernsehserie Panthers in Paradise mit. 2021 übernahm er verschiedene Rollen in der Miniserie Jay Shetty. 2022 spielte er im Liebesfilm Allison's Party die größere Rolle des Marcus und war in einer Episode der Fernsehdokuserie Hilfe, ich wurde gebissen! zu sehen. Im selben Jahr spielte er außerdem die Rolle des Davey im Mockbuster Bullet Train Down. 2023 stellte er in einer Episode der Fernsehserie Wild West Chronicles die gleichnamige Episodenhauptrolle des Billy the Kid dar.

## Filmografie (Auswahl)
- 2018: Paranoid (Kurzfilm)
- 2018: Nothing Grows Here (Kurzfilm)
- 2019: A Slight Inconvenience (Kurzfilm)
- 2019: Heatwave (Kurzfilm)
- 2020: After You (Kurzfilm)
- 2021: Panthers in Paradise (Fernsehserie, Episode 1x04)
- 2021: Jay Shetty (Miniserie, 3 Episoden)
- 2022: Allison's Party
- 2022: Hilfe, ich wurde gebissen! (Something Bit Me, Fernsehdokuserie, Episode 1x09)
- 2022: Bullet Train Down
- 2023: Wild West Chronicles (Fernsehserie, Episode 3x02)

## Theater (Auswahl)
- 2015: The Odd Couple, Saugus Theatre
- 2016: Hamilton, Saugus Theatre
- 2016: Bonnie and Clyde, Saugus Theatre
- 2016: High School Musical, Saugus Theatre
- 2017: The Who's Tommy, Chance Theatre
- 2017: Appropriate, Chapman University Theatre
- 2018: The Resistable Rise of Arturo Ui Bowl, Musco Theatre for the Arts
- 2019: Measure for Measure, Chapman University Theatre